# William Paulet, 3. markýz z Winchesteru
William Paulet, 3. markýz z Winchesteru (asi 1532 – 24. listopadu 1598) byl anglický šlechtic a politik.

## Život
Narodil se asi roku 1532 jako syn Johna Pauleta, 2. markýze z Winchesteru a markýzy Elizabeth Willougby.
Mezi 20. červnem 1544 a 10. dubnem 1547/1548 se oženil s Agnes či Annou Howard, s dcerou Williama Howarda, 1. barona Howarda z Effinghamu. Měli spolu čtyři děti:
- William Paulet, 4. markýz z Winchesteru († 4. února 1629)
- Anne Paulet (nar. 1552)
- Katherine Paulet
- Elizabeth Paulet

Manželství bylo nešťastné a spravilo se díky zásahu královny Alžběty I.
Měl děti také se svou milenkou Jane Lambertovou, která se vdala za o mnoho mladšího Sira Gerrarda Fleetwooda:
- Sir William Paulet († 1628)
- Sir John Paulet
- Sir Hercules Paulet (nar. 1574)
- Hector Paulet (nar. 1578)
- Susan či Susanna Paulet

Asi od roku 1559 se stal smírčím soudcem Hampshiru a následující rok High Sheriffem Hampshiru. Od roku 1564 působil jako smírčí soudce Dorsetu.
Roku 1570 se stal High Stewardem Dorchesteru a Lordem Lieutenantem. Od roku 1571 byl poslancem parlamentu za Dorset. Roku 1585 byl ustanoven Lordem Lieutenantem Hampshiru a roku 1597 komisařem pro církevní kauzy diecéze Winchester.
Dne 5. května 1572 byl povolán do parlamentu jako Baron St John z Basingu. Dne 4. listopadu 1576 zdědil po svém otci titul markýz z Winchesteru. V říjnu 1586 byl jedním ze soudců královny Marie Stuartovny.
Zemřel 24. listopadu 1598. Pohřben byl v Basingu.